# مرد شب

سعید راد و شورانگیز طباطبایی در صحنه‌ای از فیلم

مرد شب فیلمی به کارگردانی اسماعیل پورسعید و نویسندگی احمد نجیب‌زاده محصول سال ۱۳۵۳ است.

## خلاصه داستان
ابرام چاخان (سعید راد) که در سال‌های نوجوانی در یک حادثهٔ رانندگی موجب مرگ دوستش بیژن شده دچار عذاب وجدان است...

## بازیگران
- سعید راد
- شورانگیز طباطبایی
- آرمان
- رفیع حالتی
- آتوسا پناهی
- جلال پیشواییان